# Дорога (фільм, 1954)
«Доро́га» (італ. La Strada) — четвертий фільм Федеріко Фелліні.

## Сюжет
У цьому фільмі Фелліні розповідає про людську жорстокість, самотність і труднощі взаємин. Головний герой фільму — Дзампано, що є бродячим артистом. Він їздить по містах показуючи силовий номер з розриванням ланцюга грудьми.
На самому початку він купує в бідної сільської сім'ї дівчину Розу, щоб та допомагала йому на концертах. Коли Роза помирає, Дзампано повертається до того самого села й купує її дурнувату сестру Джельсоміну. Він ставиться до дівчини, як до іграшки, б'є її, знущається з неї. Коли він кидає Джельсоміну біля таверни й іде кудись із іншою дівчиною, він не замислюється про те, що з помічницею може трапитися щось погане. Яскравим тут є епізод із убивством клоуна. Дзампано не хотів його вбивати, тут узяли гору його нелюдські інстинкти. Реакція після того, що сталося, дала ясно зрозуміти, що Дзампано неодноразово вбивав людей, тому що він не проявив емоцій до того, що трапилося. Його хвилювало лише, щоб ніхто цього не побачив. Після вбивства клоуна-канатохідця він кається. Дзампано бачить, як Джельсоміна душевно захворює після цього, і героя мучить почуття провини. Силач намагається виправдатися перед помічницею, а головне — перед собою, але в нього нічого не виходить. Головний герой лякається того, що від нього відвернулася людина, до якої він прив'язався. Кидаючи Джельсоміну в кінці фільму, він намагається виправдати себе тим, що йому потрібно працювати, заробляти на хліб, а хвора помічниця йому лише заважає. Через кілька років він розуміє, як йому самотньо без неї. Силач більше не шукає собі помічниці, як на початку, після смерті Рози. Дізнавшись про смерть Джельсоміни, Дзампано повною мірою усвідомив, що насправді дорожче від цієї дурнуватої помічниці у нього нікого не було вже багато років і більше ніколи не буде. Головний герой повністю змінився під кінець фільму. Він починає відчувати, він перестав бути черствою людиною. А змінив його не хто інший, як Джельсоміна.

## Ролі виконують
- Джульєтта Мазіна — Джельсоміна ді Констанцо
- Ентоні Квінн — Зампано́